# Nina Christen
Pour les articles homonymes, voir Christen.
Nina Christen, née le 7 février 1994 à Stans, est une tireuse sportive suisse.
Elle est sacrée championne olympique de la carabine à 50 m 3 positions aux Jeux olympiques d'été de 2020.

## Carrière
Nina Christen participe aux Jeux olympiques d'été de 2016, terminant seizième des qualifications de carabine à 10 m air comprimé et sixième de la finale de carabine à 50 m 3 positions.
Elle remporte aux Jeux européens de 2019 à Minsk la médaille d'or en carabine à 50 m couché mixte la médaille d'argent en carabine à 10 m air comprimé féminin.
Lors des Jeux olympiques d'été de 2020, elle termine sur la troisième marche du podium du tir à la carabine à 10 mètres derrière la Chinoise Yang Qian et la Russe Anastasiia Galashina. Quelques jours plus tard, elle décroche le titre olympique à la carabine à 50 mètres 3 positions avec un nouveau record olympique  (score :463.9 points). Record depuis battu lors des Jeux olympiques d'été de 2024 par une autre Suissesse, Chiara Leone, nouvelle championne olympique avec le score de 464,4 points.
Elle est médaillée d'or à la carabine à air comprimé à 10 mètres, à la carabine à 50 mètres 3 positions par équipe mixte avec Jan Lochbihler ainsi qu'à la carabine à air comprimé à 10 mètres par équipes et médaillée d'argent à la carabine à 50 mètres 3 positions par équipe aux Jeux européens de 2023 à  Cracovie.
Le 25 juillet 2024, elle est nommée porte-drapeau de la délégation suisse aux Jeux olympiques d'été de 2024 à Paris en compagnie du coureur cycliste Nino Schurter.